# Элементы музыки
Музыка может быть проанализирована путем рассмотрения множества её элементов или частей (аспектов, характеристик, функций), индивидуально или вместе. Обычно используемый список основных элементов включает в себя высоту, тембр, текстуру, громкость, продолжительность и форму. Их можно сравнить с элементами искусства или дизайна.

## Выбор элементов
Согласно Говарду Гарднеру (1983), существует небольшой спор о главных составляющих элементах музыки, хотя мнения экспертов расходятся в своих точных определениях. Гарольд Оуэн основывает свой список на качествах звука: тона, тембра, интенсивности и продолжительности . Большинство определений музыки включают ссылку на звук , а звуковое восприятие можно разделить на шесть когнитивных процессов. Это: шаг, продолжительность, громкость, тембр, склад/фактура и пространственное расположение .
Параметр — это любой элемент, которым можно манипулировать (отставлять) отдельно от других элементов или фокусироваться на нем отдельно в образовательном контексте. Леонард Б. Мейер сравнивает отличительные параметры в культуре по их различным ограничениям для выделения независимых параметров в музыке, такие как мелодия, гармония, тембр и т. д. (Meyer 1989). Первым человеком, применившим термин параметр к музыке, возможно, был Джозеф Шиллингер, хотя его относительная популярность может быть вызвана Вернером Мейером-Эпплером (Grant 2005). Градация — постепенное изменение в пределах одного параметра или перекрытие двух блоков звука.
Мейер дает мелодию, ритм, тембр, гармонию и т. Д. "(Meyer 1973, 9), в то время как Narmour list перечисляет мелодию, гармонию, ритм, динамику, тесситуру, тембр, темп, метр, склад/фактуру, и, возможно, другие (Narmour 1988, 326). Согласно Макклеллану, следует рассмотреть две вещи: качество или состояние элемента и его изменение во времени (McClellan 2000, 142). Алан П. Мерриам (1964, 32-33) предложил теоретическую модель исследования, предполагающую, что в музыкальной деятельности всегда присутствуют три аспекта: концепция, поведение и звук. Вергилий Томсон (1957, vii) перечисляет «сырье» (raw materials) музыки в порядке их предполагаемого открытия: ритм, мелодию и гармонию; включая контрапункт и оркестровку. В конце двадцатого века музыкально-учебная среда стала уделять больше внимания социальным и физическим элементам музыки (Moran 2013, 59). Например: производительность, социальность, пол, танец и театр.

## Определение музыки
Детерминирует ли определение музыки его аспекты, или же сочетание определенных аспектов определяет определение музыки? Например, интенсиональные определения перечисляют аспекты или элементы, которые составляют их предмет.
Некоторые определения относятся к музыке как к оценке, или к композиции (Dictionary.com 2015, Merriam-webster.com 2015): музыку можно читать, а также слышать, и музыка, написанная, но никогда не сыгранная, тем не менее музыка. Процесс чтения музыки, по крайней мере для обученных музыкантов, включает в себя процесс, называемый «внутренним слухом» или «аудиацией» Гордона, где музыка слышится в уме, как если бы она игралась (Gordon 1999). Это говорит о том, что, хотя звук часто считается необходимым аспектом музыки, его может и не быть.
Жан Молино (1975, 43) указывает, что «любой элемент, принадлежащий к общему музыкальному факту, может быть изолирован или принят как стратегическая переменная музыкального производства». Наттис дает в качестве примера Консуэс Моурисио Кагеля [с голосом], где теневое трио молчаливо играется на инструментах. В этом примере звук, общий элемент, исключается, а жест, менее общий элемент, присваивается первичности. Однако Наттис продолжает утверждать, что, несмотря на особые случаи, когда звук не сразу становится очевидным (потому что он слышен в уме): «звук — это минимальное условие музыкального факта» (Nattiez 1990, 43)

## Универсальный аспект
Существует несогласие о том, универсальны ли некоторые аспекты музыки, а также по поводу универсальности концепции музыки. Эта дискуссия часто зависит от определений. Например, довольно распространенное утверждение о том, что «тональность» является универсальной для всей музыки, может обязательно потребовать обширного определения тональности. Ритм иногда воспринимается как универсальный, но существуют сольные вокальные и инструментальные жанры со свободными и импровизационными ритмами, не имеющими регулярного ритмического рисунка (Johnson 2002, 62), одним из примеров которого является секция алапа индийской классической музыки. Харвуд спрашивает, можно ли найти «кросс-культурную музыкальную универсальность» в музыке или в создании музыки, включая исполнение, слух, концепцию и образование (Harwood 1976, 522).
Один из аспектов, который важно учитывать при изучении мультикультурных ассоциаций, заключается в том, что слово на английском языке, а не универсальное понятие, является объектом пристального внимания. По этой причине с осторожностью важно подойти к эквивалентным словам на других языках. Основываясь на многочисленных разрозненных определениях, которые можно найти только в англоязычных словарях (Google.com.au 2015, Merriam-webster.com 2015,), кажется нет никакого соглашения о том, что означает слово «Музыка» на английском языке, не говоря уже об определении потенциально эквивалентного слова из другой культуры.
Кеннет Гурлей описывает, как различные культуры включают в себя различные элементы в их определениях музыки, танца и связанных с ними понятий. Перевод слов для этих видов деятельности может разбить или объединить их, сославшись на определение никейского музыковеда Чиньере Нвачукву слова «nkwa» Nwachukwu 1981, 59) как деятельность, объединяющая и / или требующая пения, игры на музыкальных инструментах и танцев (Gourlay 1984, 35). Затем он приходит к выводу, что существует «неуниверсальность музыки и универсальность немузыки».